# هوناناو (هاوایی)
هوناناو (به انگلیسی: Hōnaunau) یک منطقهٔ مسکونی در ایالات متحده آمریکا است که در هاوایی واقع شده‌است. هوناناو ۱۵٫۸۵ متر بالاتر از سطح دریا واقع شده‌است.